# Institut supérieur d'informatique programmation et analyse
 (décembre 2019).
Si vous disposez d'ouvrages ou d'articles de référence ou si vous connaissez des sites web de qualité traitant du thème abordé ici, merci de compléter l'article en donnant les références utiles à sa vérifiabilité et en les liant à la section « Notes et références ».
L'Institut supérieur d'informatique programmation et d'analyse, abrégé I.S.I.P.A, est une institution d’enseignements supérieurs établie en République Démocratique du Congo depuis 1975.

## Présentation
Située dans la province du Kongo-central, dans la ville de Matadi et dans la ville-province de Kinshasa, elle dispose de quatre campus pour la formation des étudiants. L'I.S.I.P.A se base sur les formations en Sciences Informatiques et Sciences Commerciales et Financières sur deux cycles universitaires : le Graduat (trois ans) et la Licence (deux ans).

## Histoire
Cet établissement public a été fondé en 1975 par l'ingénieur Martin Ekanda Onyangynga. Il a été agréé à titre définitif par le Décret Présidentiel no 06/113 du 20 juillet 2006. l'ISIPA est doté d'une structure administrative, académique et scientifique conforme aux dispositions légales en vigueur en République Démocratique du Congo. 
Les diplômes délivrés sont entérinés par la Commission d'Homologation et signés par le Ministre de l'Enseignement Supérieur, Universitaire et Recherche Scientifique dans ses attributions, donnant ainsi droit aux privilèges reconnus aux détenteurs de diplômes octroyés par les universités et instituts du secteur public.
Le Ministère de l'Enseignement Supérieur, Universitaire et Recherche Scientifique a, par arrêté no ESU/CABMIN/0229/91 du 29 septembre 1991, autorisé le fonctionnement de l'ISIPA pour enfin l'agréer par l'arrêté no  ESU/CABMIN/0400/93 du 28 septembre 1993, de telle sorte que les diplômes délivrés par l'ISIPA bénéficient des mêmes avantages que ceux octroyés par les Universités et Instituts Supérieurs du secteur public.

## Campus et filières organisées
L'institut dispose de 4 sites dont ISIPA SHAUMBA dans la commune de la Gombe, ISIPA MUSHI et ISIPA KITEGA dans la commune de Lingwala, ISIPA MATETE dans la commune de Matete ainsi que d'un site au Bas-Congo. Il organise les filières suivantes :

### Cycle de graduat
- Informatique de gestion
- Techniques de Maintenance
- Gestion financière
- Gestion Douanière et Accises
- Communication numérique

### Cycle de licence
- Administration Réseau et Télécommunication
- Système d'information et Administration des Bases de données
- Intelligence artificielle
- Génie Logiciel
- Science informatique
- Communication numérique
- Commerce extérieur
- Gestion Financière
- Fiscalité